# Белаштинський монастир (Болгарія)
Белаштинський монастир — православний діючий жіночий монастир.

## Розташування
Монастир розташований у Західних Родопах біля села Белаштиця і за 12 км на південь від Пловдива.

## Історія
Монастир був побудований в 1020 році візантійським військовим командувачем Никифором Ксіфієм, який був губернатором Філіппополіса у 1018 р. Згідно з легендою, Ксіфій зробив великий внесок у поразку царя Самуїла в 1014 р. в битві біля Беласиці у Македонії, коли він з'явився в тилу. Імператор Василь II дав Никифору Ксіфію 15 000 полонених воїнів Самуїла. Пізніше ці ув'язнені заснували село Беласица, яке згодом назвали Белаштицею. Залишки палацу-фортеці Никифора Ксіфія знаходяться біля 1000-річного східного платану, на південь від села. Біля фортеці Ксіфій побудував монастир і присвятив його Святому Георгію Побідоносцю.
Монастир був спустошений османами під час вторгнення на Балканський півострів у 1364 році і відновлений у 18 столітті. Згорів ще раз у 1878, під час останніх бойових дій російсько-турецької війни, неподалік від останньої лінії оборони османської армії, що відступала: Куклен — Брестник — Белаштиця. Після звільнення Болгарії монастир був відновлений, але до 1906 року перебував під Константинопольським патріархатом.

## Архітектура
Монастирський комплекс складається з церкви, каплиці, житлових і комерційних будівель. Церква побудована у 1939 році, є однонавною, з внутрішнім і відкритим притвором, без стіни, без фресок. Під відкритим притвором знаходиться джерело, яке, як вважають, залишилося з моменту заснування монастиря і є чудотворним. У дворі — кам'яний фонтан, побудований у 1831 році.
Монастир оголошений пам'яткою культури.

## Свято храму
- Свято храму відзначається 6 травня — на День Георгія.

## Інші визначні пам'ятки
Біля монастиря знаходиться район Чинаріте, де росте кілька старих і товстих платанів і знаходиться османська в'язнична вежа.

## Галерея

Світлини з Белаштинського монастиря
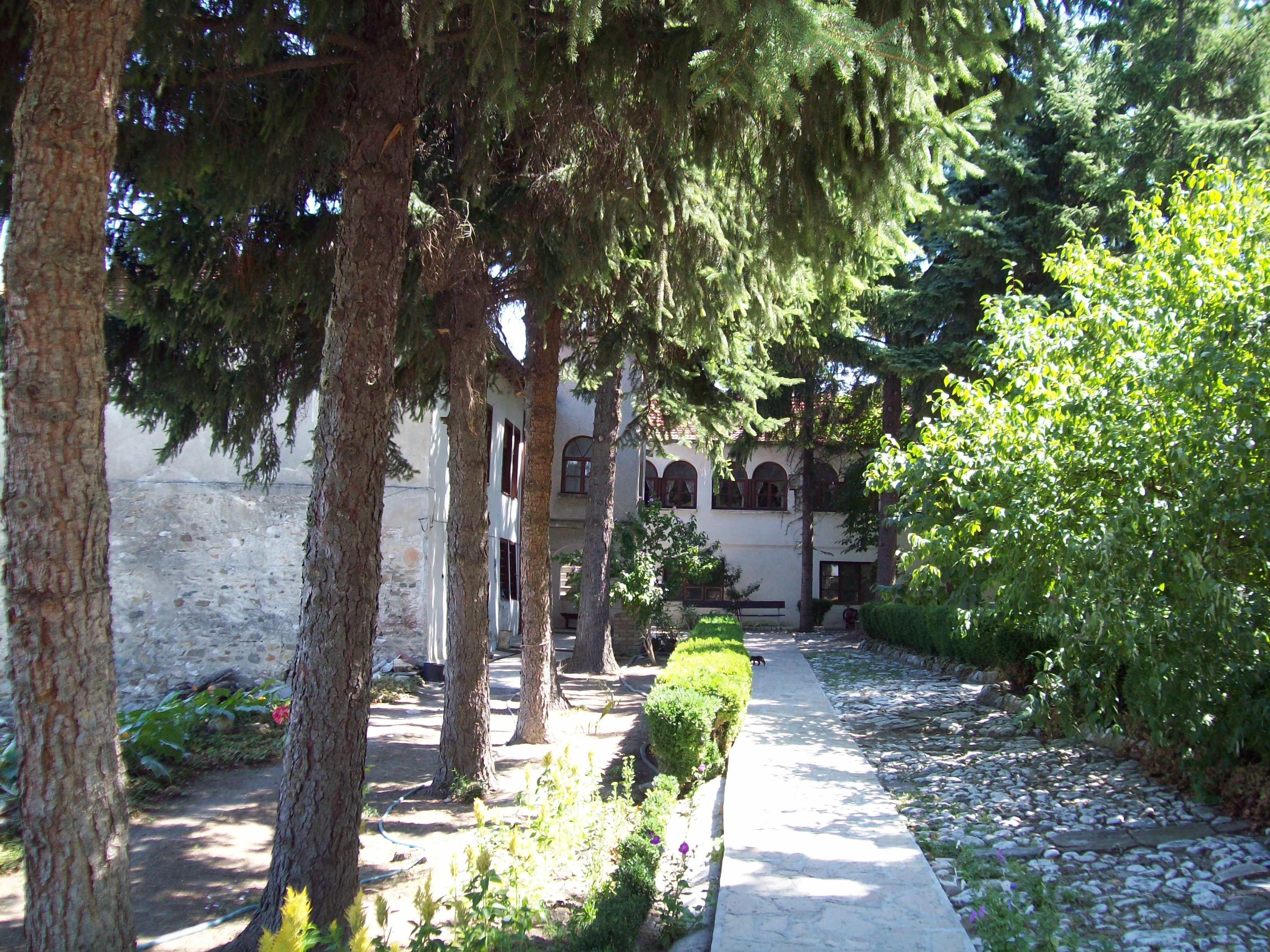
У дворі монастиря
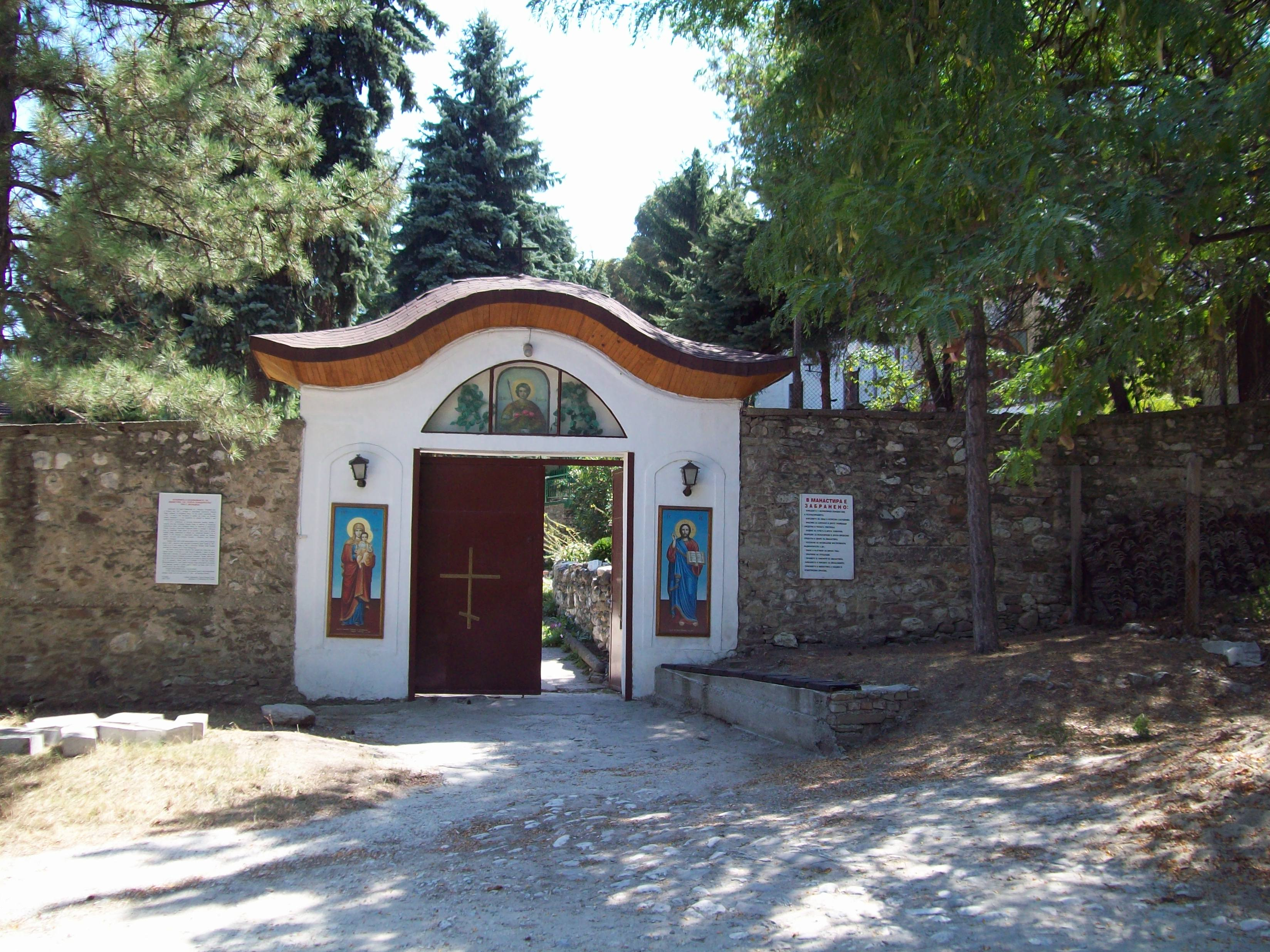
Ворота монастиря